# Dassault Systèmes
A Dassault Systèmes (Euronext: TSY, OTC Pink: DASTY) é uma empresa francesa, líder mundial na criação de softwares de desenho em 3D, prototipagem em 3D e soluções para  product lifecycle management (PLM).